# Лозоватский район
Лозоватский район — административно-территориальная единица Криворожского округа с центром в селе Лозоватка.

## История
Образован 7 марта 1923 года в составе Криворожского округа из территорий Анновской, Корсунской, Гуровской и Лозоватской волостей расформированного Криворожского уезда. Районный центр находился в селе Лозоватка.
29 сентября 1926 года район расформирован, территории отошли к смежным районам Криворожского округа:
- Анновский и Марьяновский сельсоветы и село Искровка Корсуновского сельсовета в состав Саксаганского района;
- Корсуновский (без села Искровка) и Терноватский 1-й сельсоветы в состав Зеленского района;
- Гуровский сельсовет в состав Долинского района;
- Лозоватский, Глееватский и Терноватский 2-й сельсоветы в состав Криворожского района[2].

## Характеристика
Согласно переписи 1916 года в пределах будущего района проживало 14 055 мужчин и 16 328 женщин, в 1917 году — 16 968 мужчин и 17 566 женщин, в 1920 году — 15 053 мужчин и 16 283 женщин, в 1924 году — 17 556 мужчин и 17 488 женщин.